# Scopula lacteisabulosa
Scopula lacteisabulosa är en fjärilsart som beskrevs av Rothschild 1915. Scopula lacteisabulosa ingår i släktet Scopula och familjen mätare. Inga underarter finns listade.